# Plaza de toros : l'entrée du taureau
Plaza de toros : l'entrée du taureau est un tableau du peintre français Jean-Léon Gérôme. C’est une peinture à l'huile sur panneau de 46 × 73 cm réalisée en 1886, et représentant une scène de corrida. Il fait partie d’une collection particulière.

## Description
Le tableau représente le début d’une corrida au moment de l’entrée du taureau devant une foule nombreuse rassemblée dans les gradins, mais aussi sur la piste ; on compte dix toreros et trois picadors dans l’arène.
La signature de l’artiste se situe en bas à droite dans le sable : JL. GEROME.

## Thème
La tauromachie a peu été représentée dans l’œuvre de Gérôme. Il a réalisé en peinture : Un matador saluant, Taureau et Picador, L'Entrée du taureau, Le Picador (perdu) et La Fin de la corrida. Il y a aussi deux dessins représentant un toréador et une étude de toréador pour l'entrée des taureaux. Le peintre a sans doute été influencé lors de sa traversée de l’Espagne pour se rendre en Afrique.
Plaza de toros est le nom donné aux arènes de corrida.

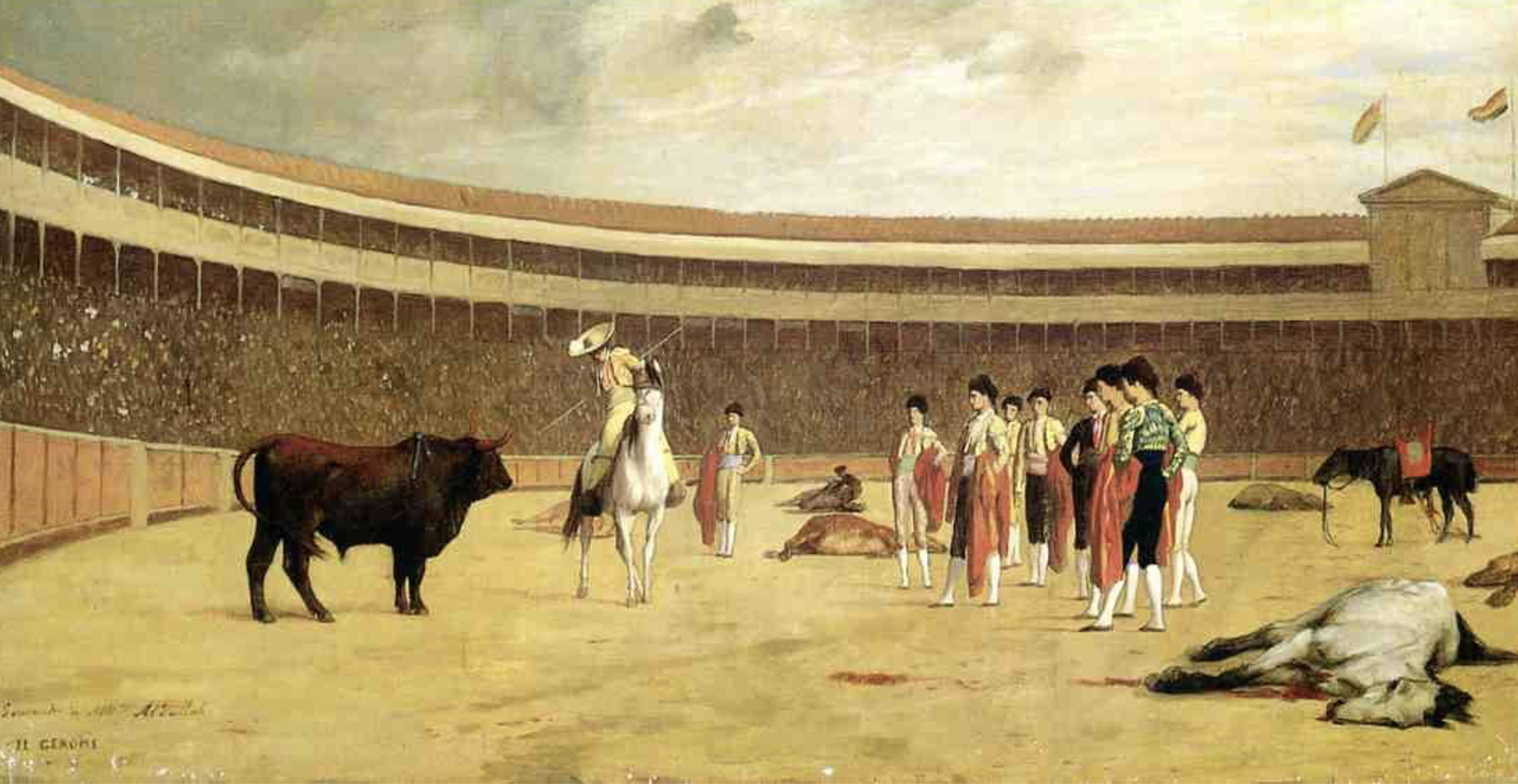
Taureau et Picador.
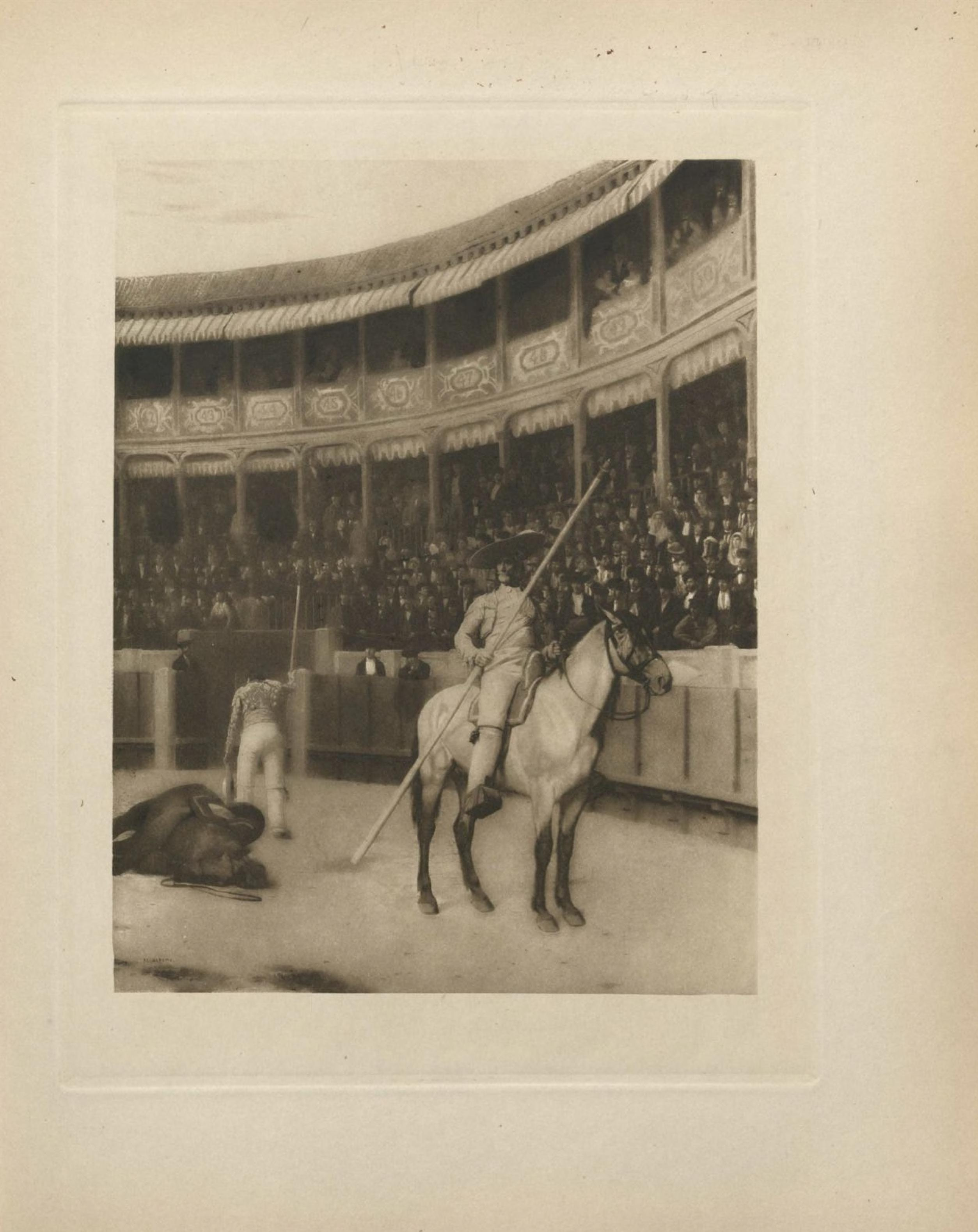
Un matador saluant.
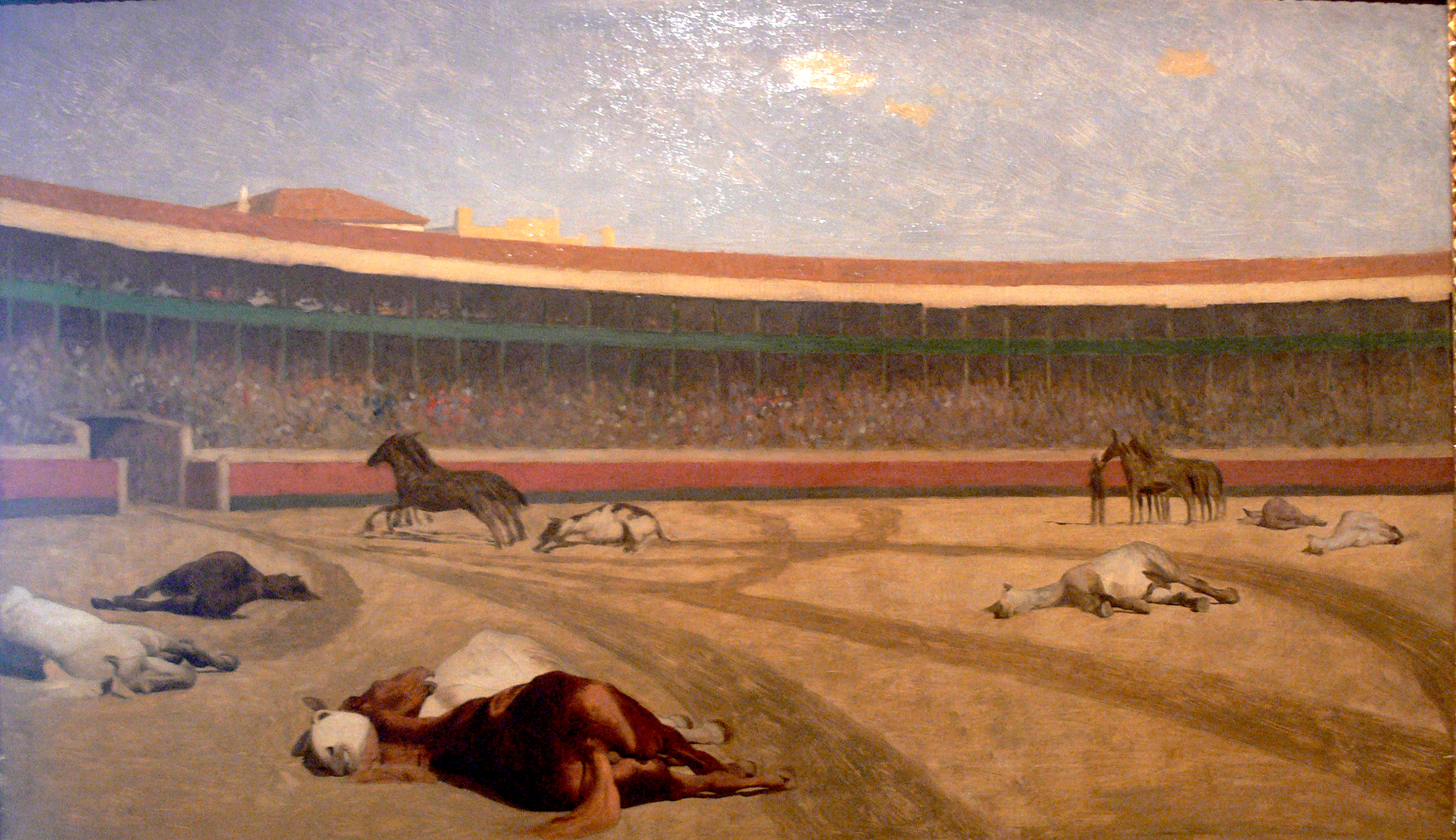
La Fin de la corrida.
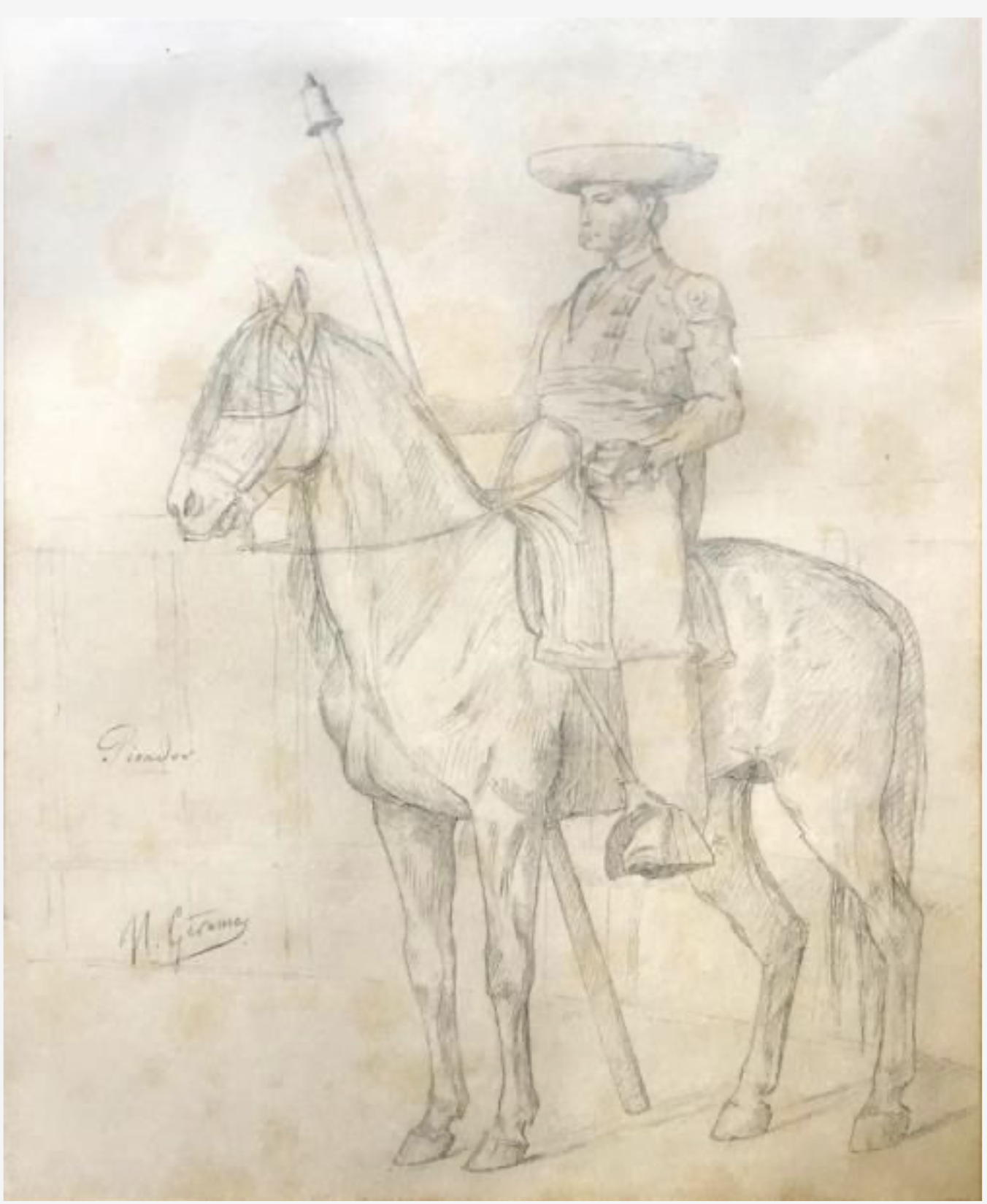
Étude de picador.